# Strawberry Fields (memorial)

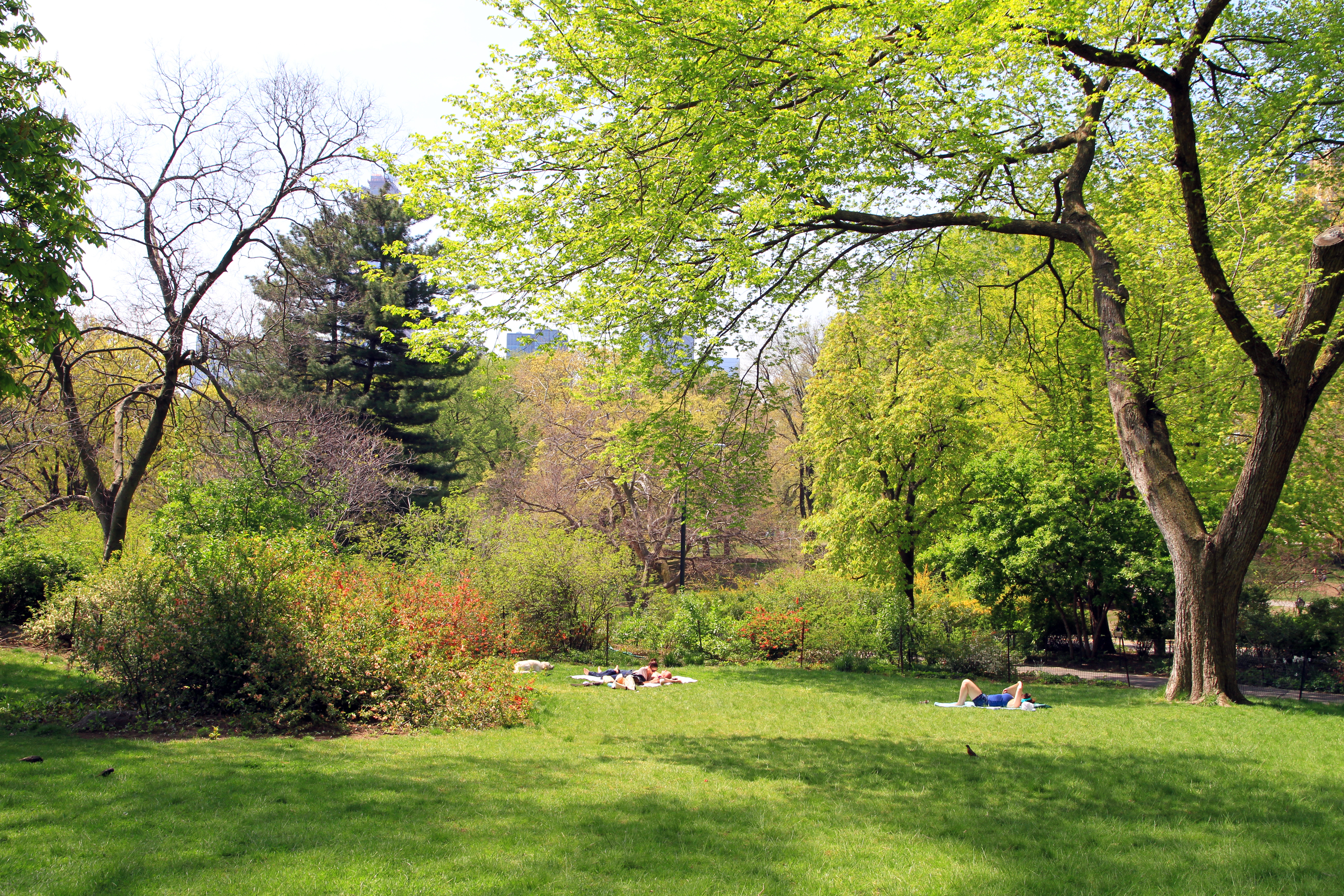
O memorial Strawberry Fields.

Strawberry Fields é uma seção paisagística de 10 mil m² (1 ha) no Central Park na cidade de Nova York, projetada pelo arquiteto paisagista Bruce Kelly, dedicada à memória do ex-membro dos The Beatles, John Lennon. É nomeado após a música dos Beatles "Strawberry Fields Forever", escrita por Lennon. A música em si tem o nome do antigo orfanato infantil de Strawberry Field, em Liverpool, Inglaterra, localizada perto da casa de infância de Lennon. 

## Descrição

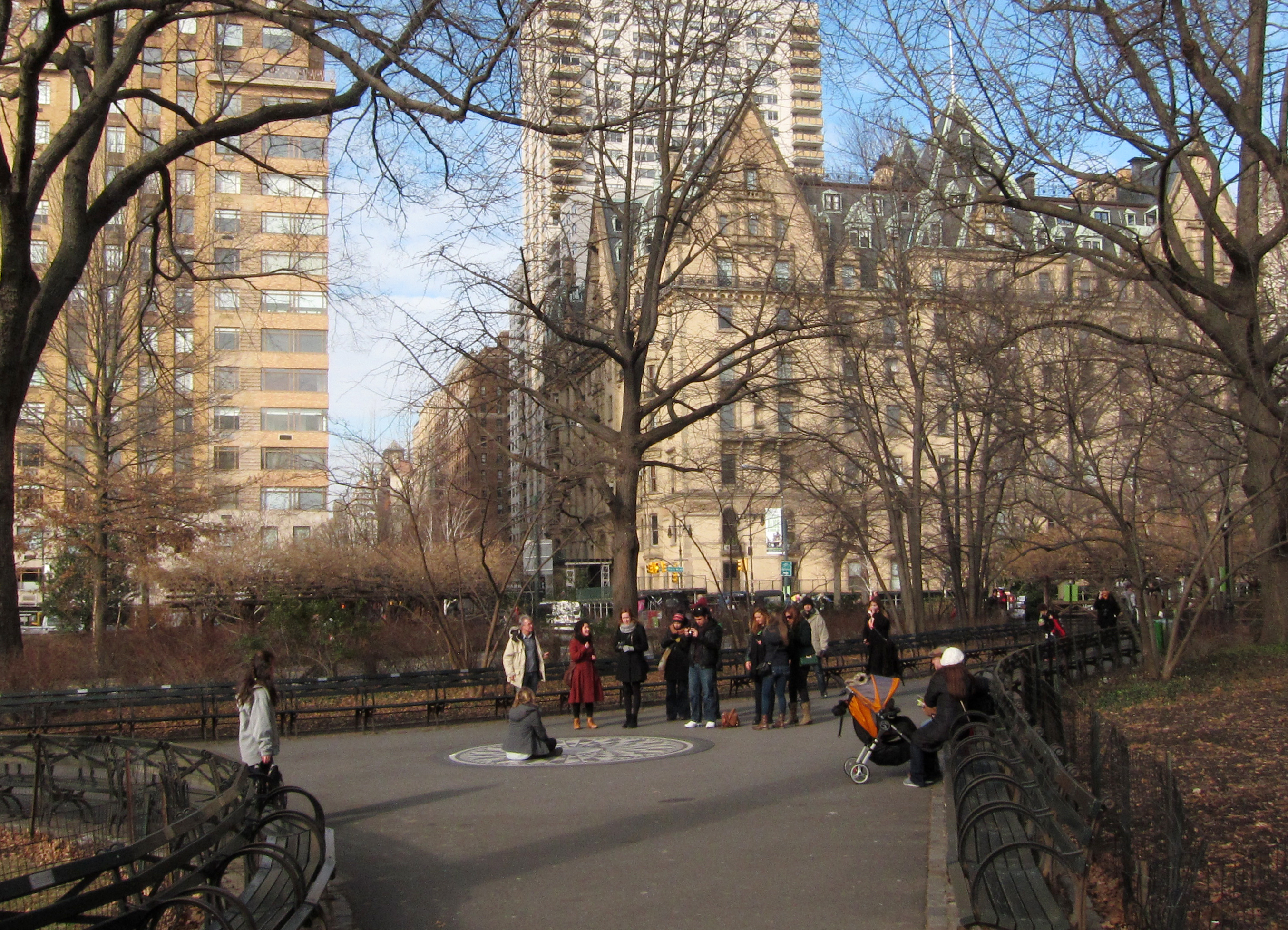
Strawberry Fiels com o Edifício Dakota em segundo plano

A entrada para o memorial está localizada no Central Park West na West 72nd Street, perto de onde John Lennon foi assassinado fora de sua casa, The Dakota. O memorial é um pedaço de terra triangular caindo nos dois lados do parque, e seu ponto focal é um mosaico de pedras circulares, com uma única palavra, o título da famosa canção de Lennon 'Imagine'. O mosaico, no estilo de calçada portuguesa, é baseado em um design greco-romano. Foi criado por artesãos italianos e foi doado como um presente pela cidade italiana de Nápoles. 
Uma borda floral envolve Strawberry Fields. Ao longo das fronteiras da área ao redor do mosaico, há bancos dotados de memória de outros indivíduos e mantidos pela Central Park Conservancy. Ao longo de um caminho em direção ao sudeste, uma placa em um afloramento glaciado de xisto lista as nações que contribuíram para a construção do memorial. A viúva de Lennon, Yoko Ono, que ainda vive no Edifício Dakota, contribuiu com mais de um milhão de dólares para o paisagismo e manutenção. 
Os mosaicos no centro de uma série de clareiras abertas e secretas de gramados e afloramentos de rocha esculpidos, delimitados por arbustos, árvores maduras e encostas da floresta, designam uma "zona tranquila". Uma trilha emerge em meio às plantas entre o gramado superior e as encostas íngremes e arborizadas; ela contém plantas nativas como rododendros e azevinhos, Calycanthus floridus, Kalmia latifolia, Viburnums e 'jetbead'. No extremo norte da seção superior de gramados cercados por bosques, existem três sequóias, que perdem suas agulhas, mas as recuperam a cada primavera, um emblema de eterna renovação. Espera-se que as árvores atinjam uma altura de 36 metros dentro de 100 anos, e eventualmente serão visíveis a grandes distâncias no parque. 

## História

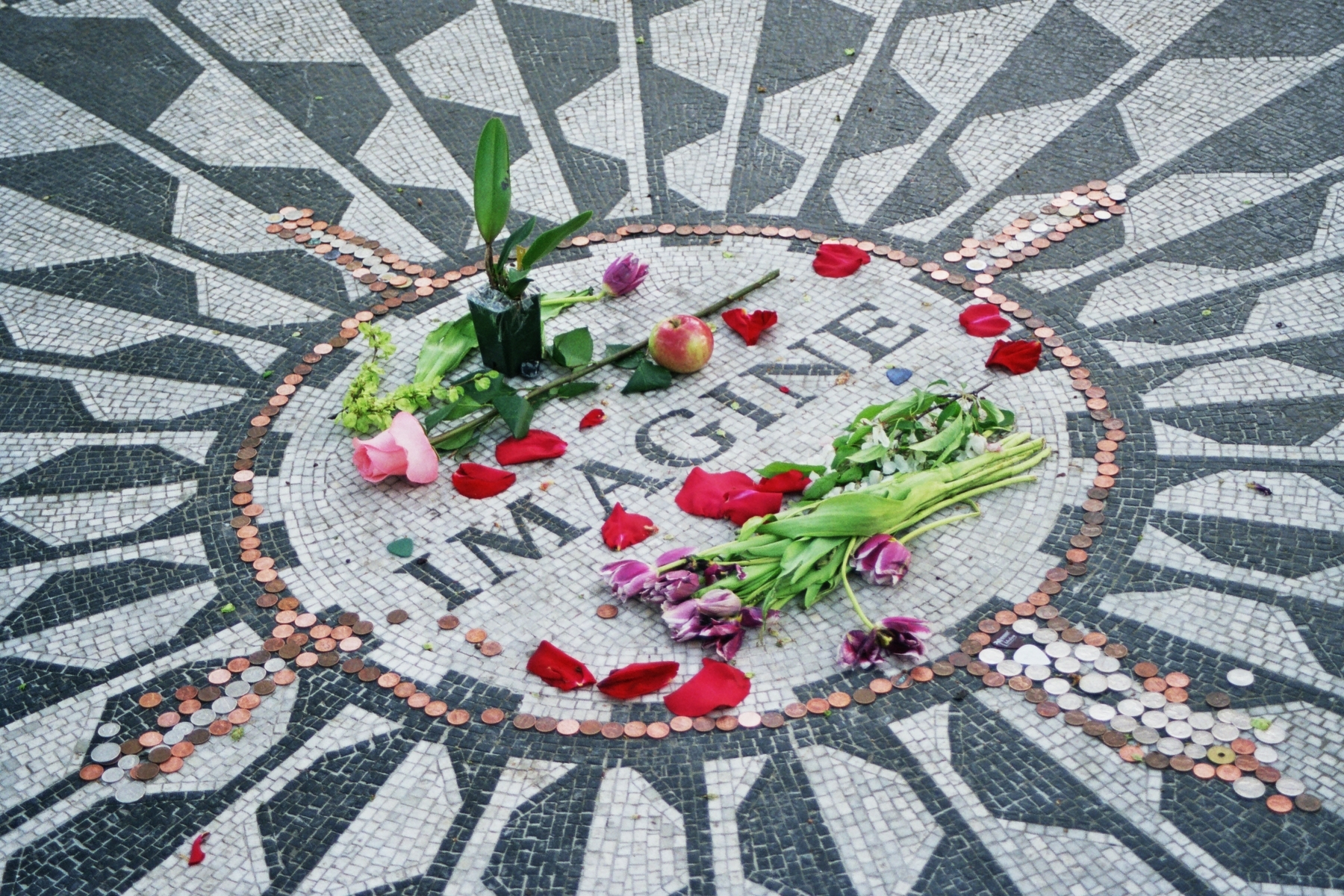
A legenda "Imagine" no mosaico do memorial

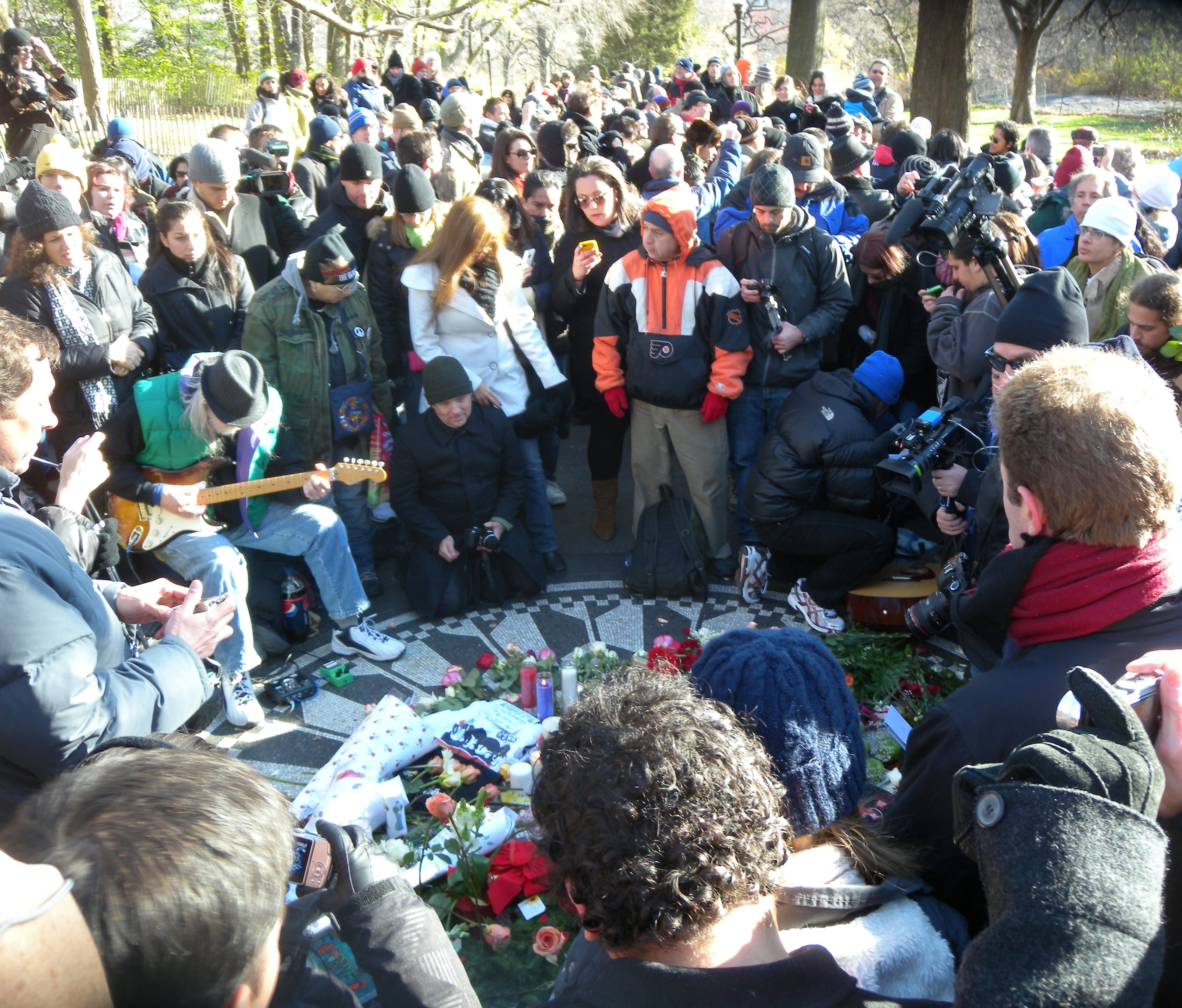
No trigésimo aniversário da morte de Lennon

### Criação
Em abril de 1981, após o assassinato de John Lennon, um pedaço de terra no Central Park perto do Dakota foi nomeado Strawberry Fields em homenagem a Lennon. Em agosto, foi anunciado que o Strawberry Fields seria completamente renovado e contaria com paisagismo, pois, na época, o Strawberry Fields estava localizado isoladamente entre a West Drive e duas ruas da Rua 72. Yoko Ono solicitou que o memorial reconstruído fosse um "memorial vivo" em vez de uma estátua; de acordo com o arquiteto paisagista da NYC Parks, Arne Abramowitz, Ono acreditava que "há estátuas suficientes no Central Park".
O memorial foi projetado por Bruce Kelly, o principal arquiteto paisagista do Central Park Conservancy. A construção do projeto começou em abril de 1984. Strawberry Fields foi dedicada no que seria o 45º aniversário de Lennon, 9 de outubro de 1985, por Ono e o prefeito Ed Koch..
O mosaico "Imagine" não foi colocado em uma base consistente e começou a afundar visivelmente em 2007.

### Uso
O memorial é frequentemente coberto de flores, velas e outros pertences deixados pelos fãs de Lennon. No aniversário de Lennon (9 de outubro) e no aniversário de sua morte (8 de dezembro), as pessoas se reúnem para cantar músicas e prestar homenagem, ficando até tarde no que costuma ser uma noite fria. Os tributos costumam durar a noite toda, mas durante um período entre o final dos anos 90 e o início dos anos 2000, o prefeito Rudy Giuliani impôs um toque de recolher, que proibia as pessoas de entrar no Central Park depois que fechassem o parque todos os dias à 1h da madrugada. Os encontros também acontecem nos aniversários dos outros membros dos The Beatles. Encontros improvisados no memorial para outros músicos, incluindo Jerry Garcia e George Harrison, ocorreram no memorial. Nos dias que se seguiram aos ataques de 11 de setembro, foram realizadas vigílias à luz de velas no círculo de "Imagine" para lembrar os mortos.
Nos fins de semana, alguns músicos costumam tocar para o entretenimento de milhares de fãs de todo o mundo que visitam o parque. Esses músicos anteriormente discutiam interesses frequentemente entre si, mas desde pelo menos 2016, aderiram a um código de conduta informal.

## "Prefeito de Strawberry Fields"

Gary Dos Santos (centro) em julho de 2009

Um de seus visitantes mais conhecidos foi Gary dos Santos, um fã dos The Beatles que decorou o memorial em círculos de diferentes flores e objetos, muitas vezes na forma de um símbolo de paz. Nascido Ayrton "Gary" Ferreria dos Santos Jr., ele foi um artista performático que por 19 anos instalou desenhos de flores ao redor e dentro do mosaico "Imagine". Seu trabalho foi documentado pelo The New York Times.
A renda de Dos Santos veio das gorjetas que ele recebeu dos turistas como resultado de seu trabalho e do monólogo de três minutos que ele entregou aos turistas descrevendo o trabalho e a vida de John Lennon e sua família. Santos foi o tema de um documentário, O Prefeito de Strawberry Fields, dirigido por Torre Catalano e distribuído pelos Nehst Studios..
Por quase 20 anos, ele visitava diariamente o memorial com sua namorada, Lisa Page, e sua cadela, Mary Jane, e era bem conhecido por muitos residentes locais de longa data. Em setembro de 2013, Gary foi diagnosticado com leucemia. Depois de passar cerca de nove semanas no hospital, ele morreu em novembro de 2013..